# Seuillet
Seuillet est une commune française, située dans le département de l'Allier en région Auvergne-Rhône-Alpes. Elle fait partie de l'aire d'attraction de Vichy.

## Géographie

### Localisation
Seuillet est située au sud-est du département de l'Allier et au nord de la communauté d'agglomération Vichy Communauté.
Saint-Pourçain-sur-Sioule, bureau centralisateur du canton auquel appartient Seuillet, se situe à 18,4 km au nord-ouest, bien plus éloigné que Varennes-sur-Allier, chef-lieu de l'ancien canton, à 13,5 km au nord-nord-ouest ou Vichy, à 8,5 km au sud-sud-ouest.
Six communes sont limitrophes :
| Billy                    | Saint-Félix      | Magnet |
| Saint-Germain-des-Fossés | Seuillet         |        |
|                          | Creuzier-le-Neuf | Bost   |

### Climat
Pour des articles plus généraux, voir Climat d'Auvergne-Rhône-Alpes et Climat de l'Allier.
En 2010, le climat de la commune est de type climat océanique dégradé des plaines du Centre et du Nord, selon une étude du CNRS s'appuyant sur une série de données couvrant la période 1971-2000. En 2020, Météo-France publie une typologie des climats de la France métropolitaine dans laquelle la commune est dans une zone de transition entre le climat océanique altéré et le climat de montagne ou de marges de montagne et est dans la région climatique Centre et contreforts nord du Massif Central, caractérisée par un air sec en été et un bon ensoleillement.
Pour la période 1971-2000, la température annuelle moyenne est de 11,2 °C, avec une amplitude thermique annuelle de 16,6 °C. Le cumul annuel moyen de précipitations est de 791 mm, avec 10,2 jours de précipitations en janvier et 7,6 jours en juillet. Pour la période 1991-2020, la température moyenne annuelle observée sur la station météorologique de Météo-France la plus proche, « Vichy-Charmeil », sur la commune de Charmeil à 7 km à vol d'oiseau, est de 11,7 °C et le cumul annuel moyen de précipitations est de 769,1 mm,. Pour l'avenir, les paramètres climatiques de la commune estimés pour 2050 selon différents scénarios d'émission de gaz à effet de serre sont consultables sur un site dédié publié par Météo-France en novembre 2022.

## Urbanisme

### Typologie
Au 1er janvier 2024, Seuillet est catégorisée commune rurale à habitat dispersé, selon la nouvelle grille communale de densité à 7 niveaux définie par l'Insee en 2022.
Elle est située hors unité urbaine. Par ailleurs la commune fait partie de l'aire d'attraction de Vichy, dont elle est une commune de la couronne,. Cette aire, qui regroupe 50 communes, est catégorisée dans les aires de 50 000 à moins de 200 000 habitants,.

### Occupation des sols

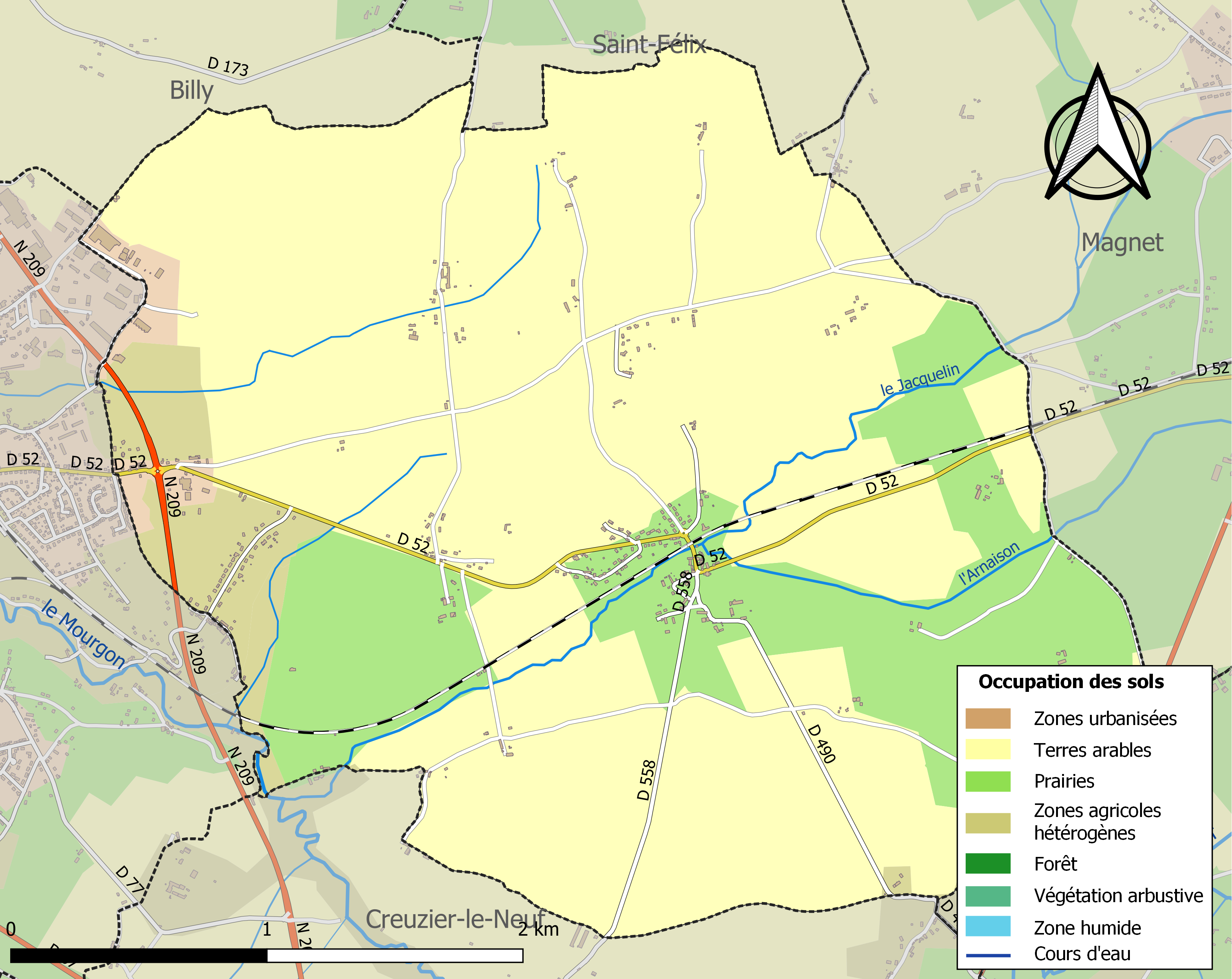
Carte des infrastructures et de l'occupation des sols de la commune en 2018 (CLC).

L'occupation des sols de la commune, telle qu'elle ressort de la base de données européenne d’occupation biophysique des sols Corine Land Cover (CLC), est marquée par l'importance des territoires agricoles (98,3 % en 2018), une proportion sensiblement équivalente à celle de 1990 (99 %). La répartition détaillée en 2018 est la suivante : terres arables (70,8 %), prairies (22,1 %), zones agricoles hétérogènes (5,5 %), zones industrielles ou commerciales et réseaux de communication (1 %), zones urbanisées (0,7 %).
L'IGN met par ailleurs à disposition un outil en ligne permettant de comparer l’évolution dans le temps de l’occupation des sols de la commune (ou de territoires à des échelles différentes). Plusieurs époques sont accessibles sous forme de cartes ou photos aériennes : la carte de Cassini (XVIIIe siècle), la carte d'état-major (1820-1866) et la période actuelle (1950 à aujourd'hui).

### Morphologie urbaine
Seuillet fait partie de la zone d'emploi et du bassin de vie de Vichy.

### Logement
En 2015, la commune comptait 211 logements, contre 205 en 2010. Parmi ces logements, 93,8 % étaient des résidences principales, 0,5 % des résidences secondaires et 5,7 % des logements vacants. Ces logements étaient pour 99,5 % d'entre eux des maisons individuelles et pour 0,5 % des appartements.
La proportion des résidences principales, propriétés de leurs occupants était de 83,3 %, en hausse sensible par rapport à 2010 (81,5 %). La part de logements HLM loués vides était de 4,5 % (contre 4,2 %).

### Voies de communication et transports

#### Voies routières

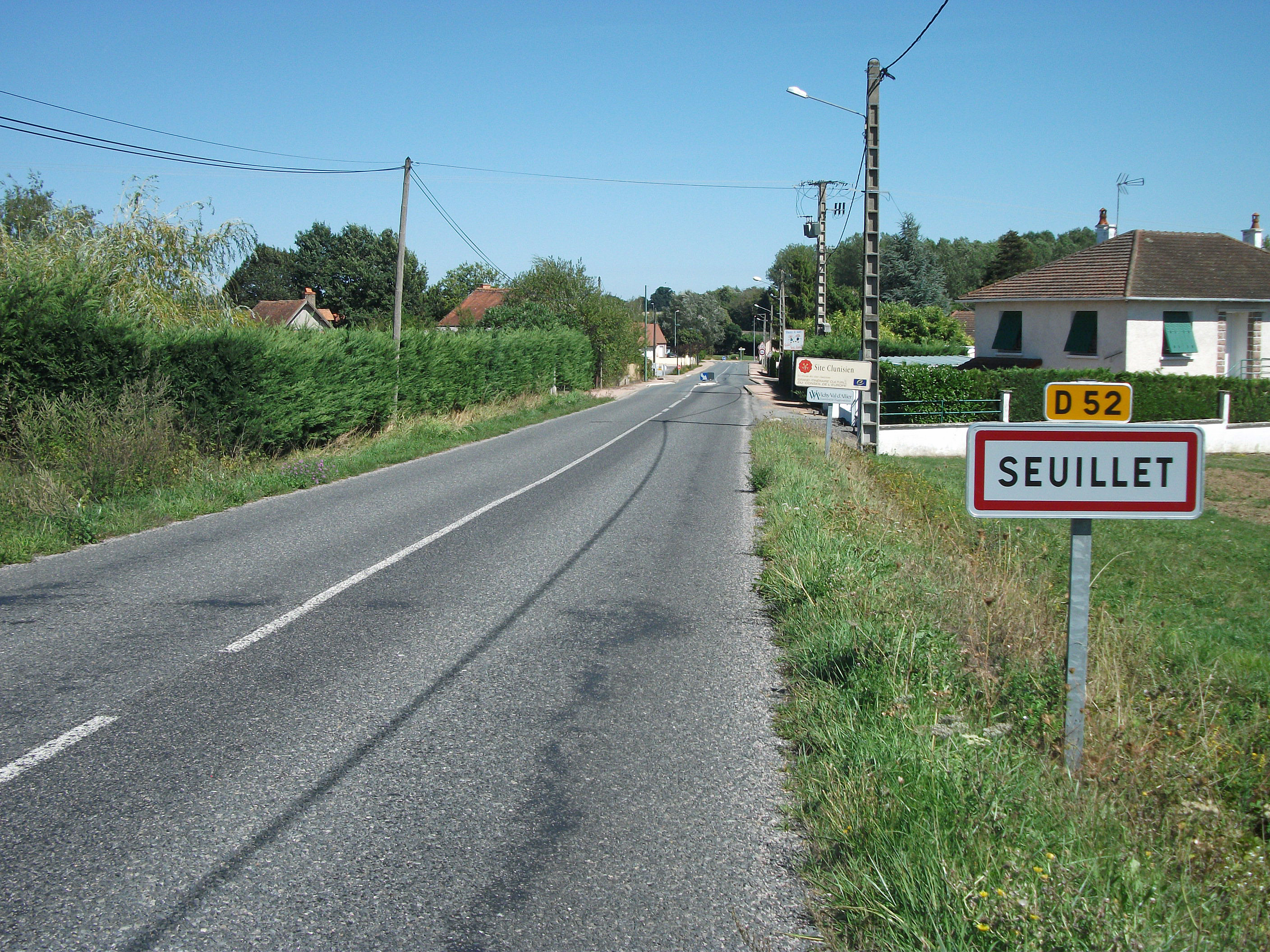
La route départementale 52 traverse Seuillet.

Le village de Seuillet est traversé par la route départementale 52 reliant Saint-Germain-des-Fossés (à 3 km) à Magnet (à 3 km) et Lapalisse (à 14 km).
Le village est également desservi par la route nationale 209 reliant Creuzier-le-Neuf (prolongée en route départementale 2209 vers Cusset et Vichy) à Varennes-sur-Allier, à l'ouest de la commune.
Le territoire communal est également desservi par deux autres routes départementales, d'importance locale. La départementale 558, partant de Creuzier-le-Vieux, est longue de 8 km et dessert la zone d'activités des Ancises, sur la commune de Creuzier-le-Neuf. Par cette route, Cusset est à 8 km. Enfin, la départementale 490 relie Seuillet à Bost.

#### Transport ferroviaire

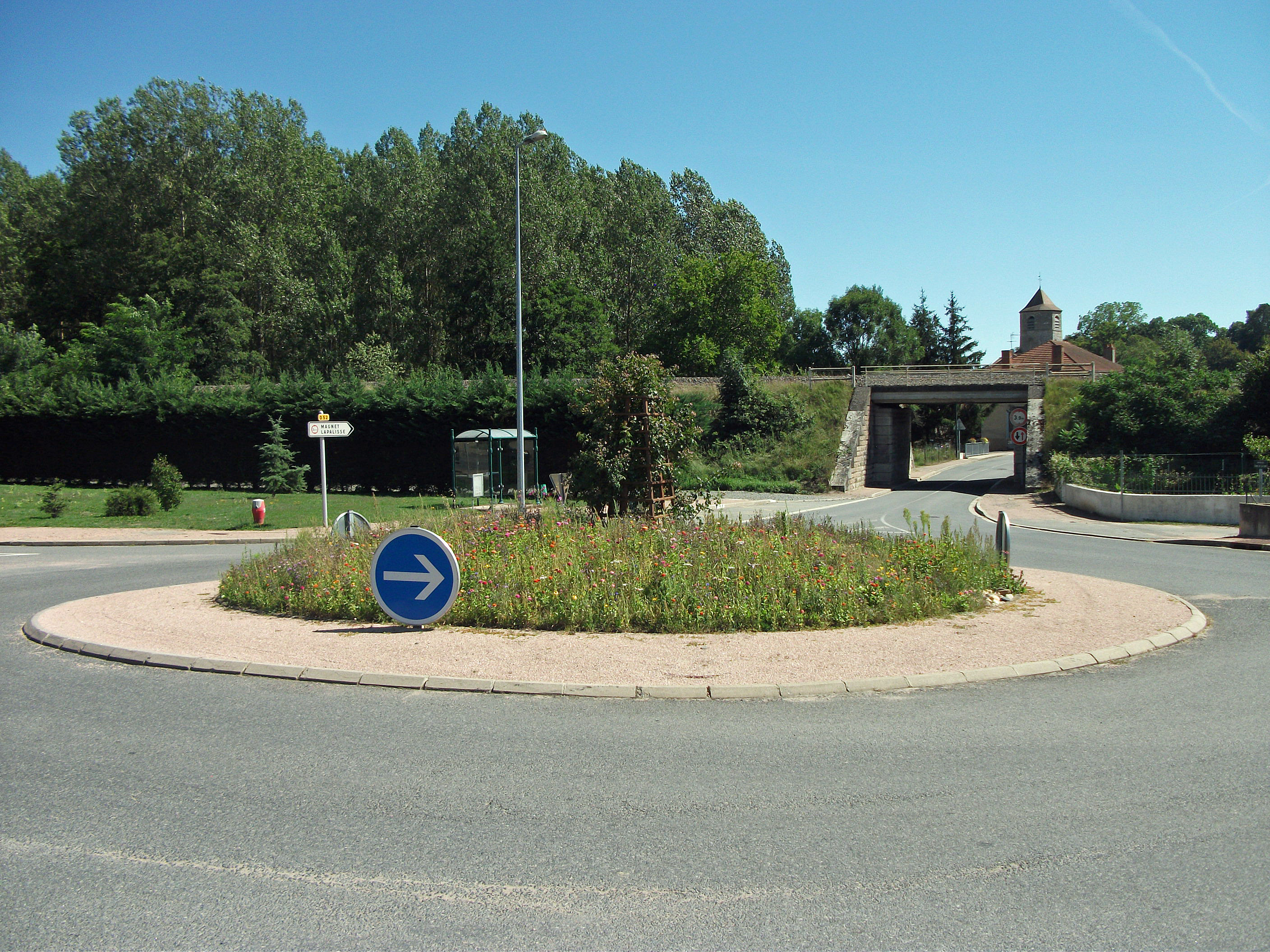
Le pont-rail est situé après le giratoire.

La ligne de Moret - Veneux-les-Sablons à Lyon-Perrache passe au-dessus de la commune par un pont-rail ; le franchissement de la route départementale 52 est interdit aux véhicules de plus de 3,90 m de hauteur.
Aucune gare ne dessert le village. Les trains de la transversale Nantes – Tours – Lyon (Intercités) et les TER Auvergne-Rhône-Alpes Clermont-Ferrand – Lyon empruntent cette ligne qui longe la départementale menant à Magnet. La gare la plus proche est à Saint-Germain-des-Fossés pour la desserte régionale ainsi que celle de la transversale, et à Vichy pour la desserte nationale (vers Paris).

## Politique et administration

### Résultats des élections
Lors des élections présidentielles de 2012, 60,23 % des votants (participation 88,04 %) ont majoritairement choisi François Hollande (PS).
Lors des élections législatives de 2012, 58,10 % des 260 votants ont choisi Guy Chambefort (député de gauche), celui-ci étant élu dans la première circonscription du département. Le taux de participation pour cette élection s'était élevé à 66,16 %.
Lors des élections régionales de 2010 en Auvergne, 60,45 % des 232 votants ont choisi René Souchon, celui-ci étant réélu à la tête du Conseil régional d'Auvergne. Le taux de participation pour cette élection s'était élevé à 58,59 %.

### Administration municipale

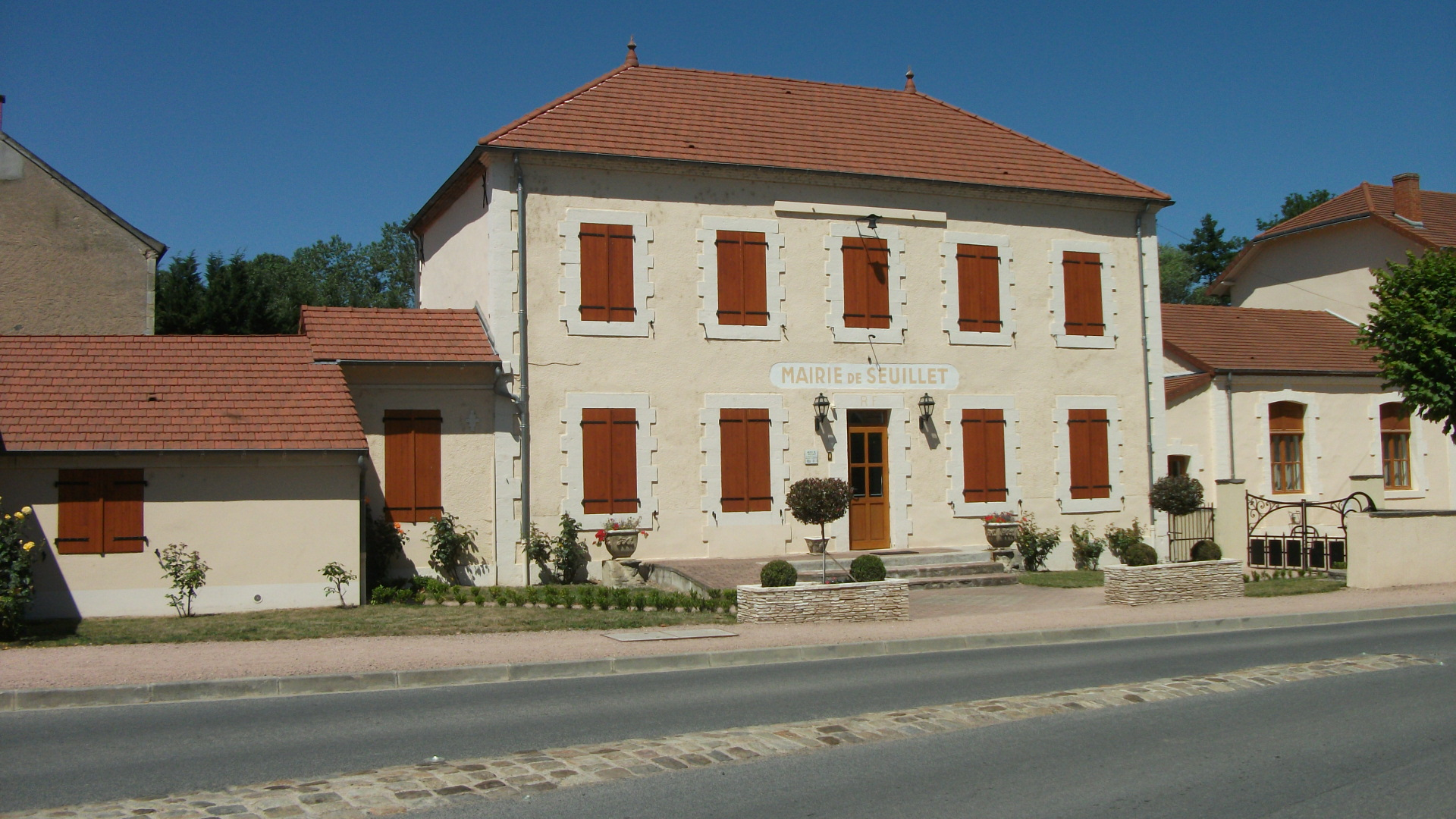
Mairie.

| Période                                  | Période                   | Identité             | Étiquette | Qualité           |
| ---------------------------------------- | ------------------------- | -------------------- | --------- | ----------------- |
| Les données manquantes sont à compléter. |                           |                      |           |                   |
| 1959                                     | 1989                      | Pierre Matichard     | inconnu   | Agriculteur       |
| 1989                                     | mars 2001                 | Gabriel Pinchemaille | RPR       | Chef d'entreprise |
| mars 2001                                | mars 2014                 | Michèle Henry        | PCD       |                   |
| mars 2014                                | En cours (au 5 juin 2020) | Pierre Bonnet        | DVD       | Fonctionnaire     |

## Population et société

### Démographie

#### Évolution démographique
L'évolution du nombre d'habitants est connue à travers les recensements de la population effectués dans la commune depuis 1793. Pour les communes de moins de 10 000 habitants, une enquête de recensement portant sur toute la population est réalisée tous les cinq ans, les populations de référence des années intermédiaires étant quant à elles estimées par interpolation ou extrapolation. Pour la commune, le premier recensement exhaustif entrant dans le cadre du nouveau dispositif a été réalisé en 2005.

En 2022, la commune comptait 483 habitants, en évolution de −4,73 % par rapport à 2016 (Allier : −1,38 %, France hors Mayotte : +2,11 %).
| 1793 | 1800 | 1806 | 1821 | 1831 | 1836 | 1841 | 1846 | 1851 |
| ---- | ---- | ---- | ---- | ---- | ---- | ---- | ---- | ---- |
| 543  | 493  | 558  | 524  | 455  | 488  | 474  | 480  | 500  |

| 1856 | 1861 | 1866 | 1872 | 1876 | 1881 | 1886 | 1891 | 1896 |
| ---- | ---- | ---- | ---- | ---- | ---- | ---- | ---- | ---- |
| 494  | 480  | 537  | 467  | 433  | 455  | 441  | 467  | 397  |

| 1901 | 1906 | 1911 | 1921 | 1926 | 1931 | 1936 | 1946 | 1954 |
| ---- | ---- | ---- | ---- | ---- | ---- | ---- | ---- | ---- |
| 384  | 400  | 369  | 341  | 336  | 360  | 369  | 367  | 352  |

| 1962 | 1968 | 1975 | 1982 | 1990 | 1999 | 2005 | 2006 | 2010 |
| ---- | ---- | ---- | ---- | ---- | ---- | ---- | ---- | ---- |
| 325  | 354  | 265  | 325  | 385  | 418  | 454  | 462  | 494  |

| 2015 | 2020 | 2022 | - | - | - | - | - | - |
| ---- | ---- | ---- | - | - | - | - | - | - |
| 509  | 484  | 483  | - | - | - | - | - | - |

#### Pyramide des âges
En 2021, le taux de personnes d'un âge inférieur à 30 ans s'élève à 29,0 %, ce qui est égal à la moyenne départementale (29,0 %). À l'inverse, le taux de personnes d'âge supérieur à 60 ans est de 29,5 % la même année, alors qu'il est de 35,6 % au niveau départemental.
En 2021, la commune comptait 254 hommes pour 225 femmes, soit un taux de 53,03 % d'hommes, largement supérieur au taux départemental (47,97 %).
Les pyramides des âges de la commune et du département s'établissent comme suit :
| Hommes | Classe d’âge | Femmes |
| ------ | ------------ | ------ |
| 0,0    | 90 ou +      | 0,4    |
| 3,9    | 75-89 ans    | 5,9    |
| 23,7   | 60-74 ans    | 25,5   |
| 26,2   | 45-59 ans    | 23,1   |
| 14,8   | 30-44 ans    | 18,8   |
| 12,6   | 15-29 ans    | 11,3   |
| 18,8   | 0-14 ans     | 15,1   |

| Hommes | Classe d’âge | Femmes |
| ------ | ------------ | ------ |
| 1,2    | 90 ou +      | 3      |
| 10     | 75-89 ans    | 13,4   |
| 21,3   | 60-74 ans    | 22     |
| 20,6   | 45-59 ans    | 19,6   |
| 15,7   | 30-44 ans    | 15     |
| 15,6   | 15-29 ans    | 12,9   |
| 15,7   | 0-14 ans     | 14     |

### Enseignement
Seuillet dépend de l'académie de Clermont-Ferrand. Elle gère une école maternelle publique.
Hors dérogations à la carte scolaire, les collégiens se rendent à Saint-Germain-des-Fossés et les lycéens au lycée Albert-Londres de Cusset.

## Économie

### Emploi
En 2015, la population âgée de 15 à 64 ans s'élevait à 333 personnes, parmi lesquelles on comptait 72,7 % d'actifs dont 64,3 % ayant un emploi et 8,4 % de chômeurs.
On comptait 66 emplois dans la zone d'emploi. Le nombre d'actifs ayant un emploi résidant dans la zone étant de 215, l'indicateur de concentration d'emploi est de 30,6 %, ce qui signifie que la commune offre moins d'un emploi par habitant actif.
186 des 215 personnes âgées de quinze ans ou plus (soit 86,5 %) sont des salariés. Seulement 11,2 % des actifs travaillent dans la commune de résidence.

### Entreprises
Au 31 décembre 2015, Seuillet comptait 18 entreprises : deux dans l'industrie, six dans la construction, cinq dans le commerce, le transport, l'hébergement et la restauration, trois dans les services aux entreprises et deux dans les services aux particuliers.
En outre, elle comptait 19 établissements.
La zone d'activités du Coquet, gérée par la communauté d'agglomération depuis 2002, est située à l'ouest de la commune. Créée en 1971 à l'initiative de Gérard Bertucat, maire de la commune voisine de Saint-Germain-des-Fossés — son nom est accolé depuis le 7 mars 2025 — pour « préserver les emplois, face au déclin de l'activité ferroviaire », elle s'étend sur une partie de la commune de Seuillet dans les années 1990. 25 entreprises y sont installées sur les 45 hectares de la zone.

### Commerce
La base permanente des équipements de 2014 ne recense aucun commerce.

### Tourisme
Il n'existe aucun hôtel, camping ou autre hébergement collectif dans la commune, au 1er janvier 2018.

## Culture locale et patrimoine

### Lieux et monuments
- L'église Saint-Martial, de style roman auvergnat du XIIe siècle, classée MH en 1945.
- Plusieurs pigeonniers caractéristiques de l'Allier.

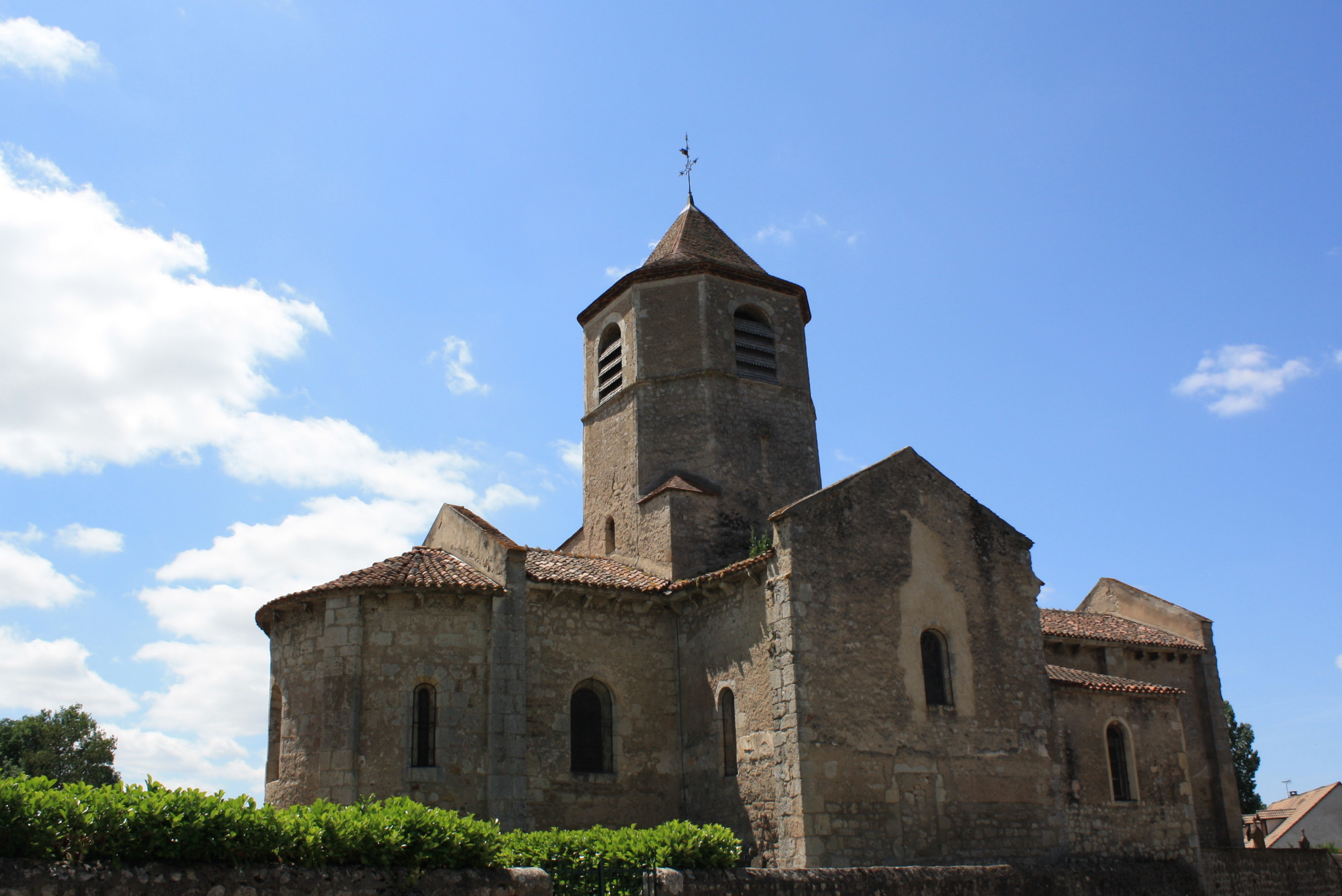
Église Saint-Martial.
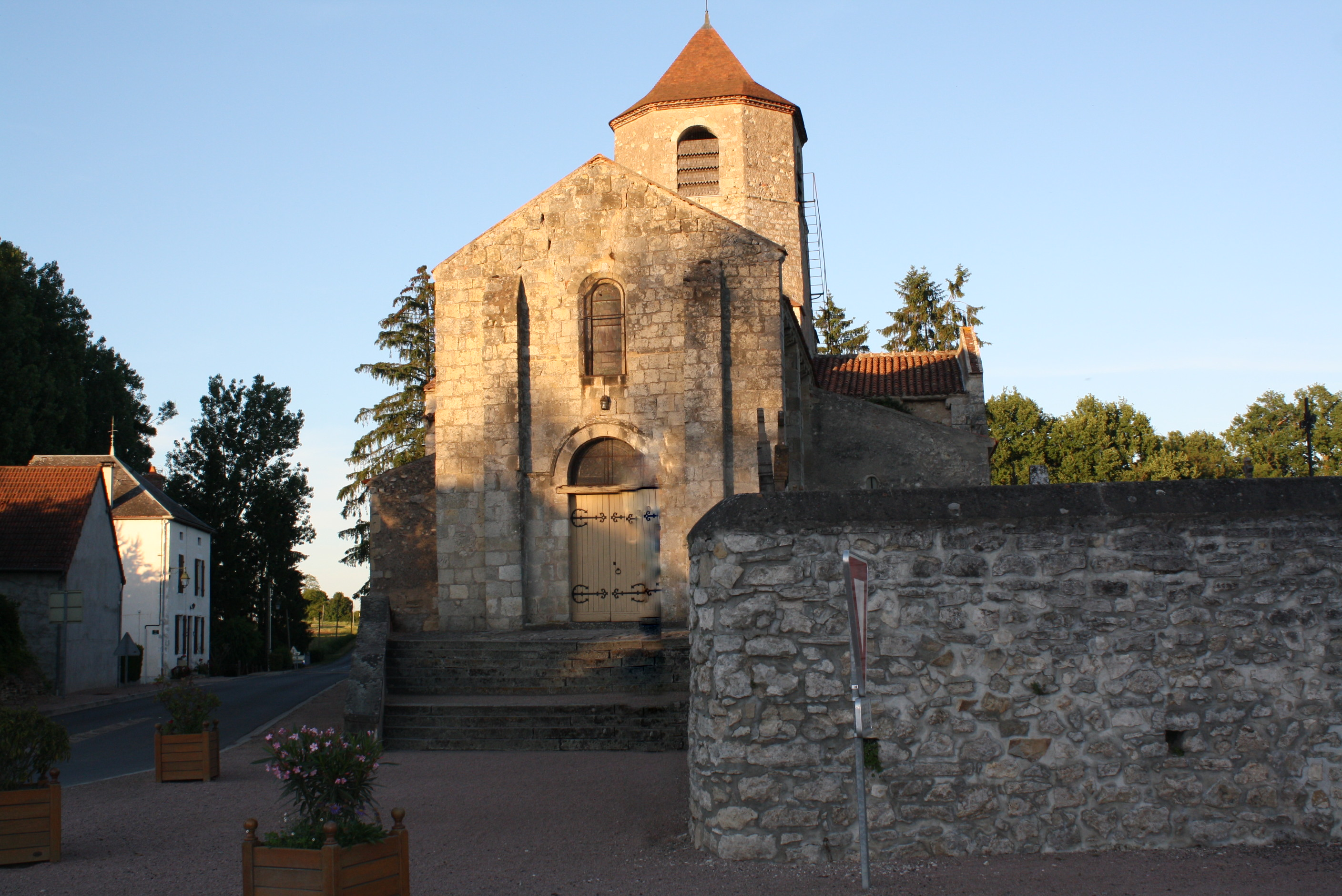
Façade de l'église.
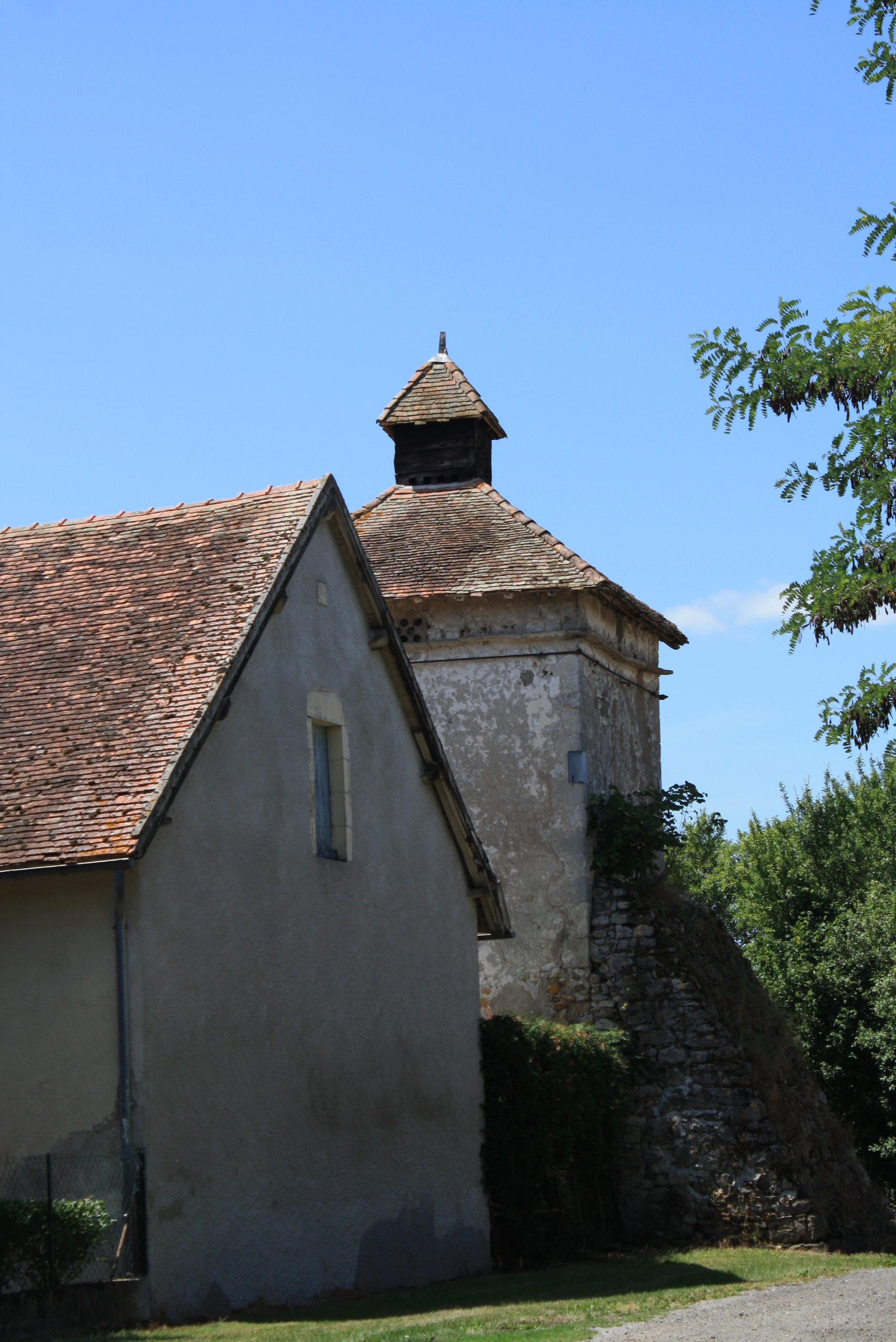
Pigeonnier.

### Héraldique
|  | Les armes de la commune se blasonnent ainsi : D'or à la croix de gueules. |